# سرکوب و کشتار دگراندیشان مذهبی در ایران
سرکوب و کشتار دگراندیشان مذهبی در ایران نام کتابی است نوشتهٔ ایرج اشراقی که در سال ۱۳۸۸ در دو جلد تنظیم و توسط انتشارات پیام در لوکزامبورگ منتشر شده‌است. جلد اول کتاب به تاریخ اختناق مذهبی از دوران صفویه تا واپسین روزهای پیش از انقلاب ۱۳۵۷ ایران اختصاص دارد و جلد دوم به سی سال اخیر می‌پردازد.
این کتاب از کتاب‌های ممنوعه در ایران محسوب می‌شود. در نخستین چاپ کتاب، نویسنده اثر از نام مستعار «سهراب نیکوصفت» استفاده کرده بود.